# Provincia di Veraguas
Veraguas è una delle dieci province di Panama localizzata nella parte ovest del Paese. Ha una superficie 10.629,6 km², in termini di estensione simile all'intero Libano, e secondo il censimento del 2010 la popolazione è di 226.641 abitanti. Il capoluogo è la città di Santiago de Veraguas.
Si affaccia a nord con il Mar dei Caraibi e a sud sull'Oceano Pacifico, mentre a est confina con le province di Colón, di Coclé, di Herrera, di Los Santos e ad ovest con la provincia di Chiriquí e la comarca di Ngäbe-Buglé. Si tratta dell'unica provincia di Panama che vanta delle coste su entrambi gli oceani che bagnano il continente americano.

## Denominazione

### Origine del nome
La parola Veraguas potrebbe avere differenti origini o significati. Nell'elaborazione dei toponimi delle città e delle caratteristiche geografiche della penisola iberica è intervenuto un numero considerevole di gruppi etnici con le rispettive lingue. Il termine Veraguas ha probabilmente influenze arabe.
Gli studiosi di linguistica, nel tentativo di ricostruire l'origine del termine, si sono rifatti alla lingua spagnola, in particolare ai dialetti meridionali della Spagna poiché è lì che l'influenza dell'arabo si è fatta sentire di più. La stragrande maggioranza dei toponomasti sottolinea che la radice "gua" presente nei corsi d'acqua dell'Andalusia è stata introdotta perché, tra gli arabi, "wada" o "wadi", "guad" o "uad" - a seconda della diversa variante, significa fiume. Tuttavia, anche nel nord dell'Andalusia vi è un fiume che è stato ribattezzato Ana (o Anas): questo parte dalla Castiglia-La Mancia e sfocia infine nel golfo di Cadice, a ridosso del confine tra il Portogallo e la Spagna.
Esiste pure il toponimo "Beragua" (=rawa) in Navarra, ma si dice che il termine sia di origine basca. Il cognome Beragua, tipico di alcune province della Navarra, potrebbe avere la stessa origine. Per tali ragioni, è legittimo presumere che la voce Veragua provenga dalla penisola iberica.

### Utilizzo del nome da parte degli spagnoli
Nel Nuovo Mondo la parola Veragua fu usata per la prima volta dall'ammiraglio Cristoforo Colombo durante il suo quarto viaggio. In qualità di "viceré e ammiraglio e governatore generale" delle Indie, Cristoforo Colombo scrisse ai re di Spagna una lettera dalla Giamaica, al termine della sua esplorazione. In esso scriveva:
Più avanti nella sua lettera aggiungeva: "Sembra che queste terre siano quelle di Veragua, vaste come quelle di Tortosa con Hondarribia o come quelle di Pisa con Venezia".

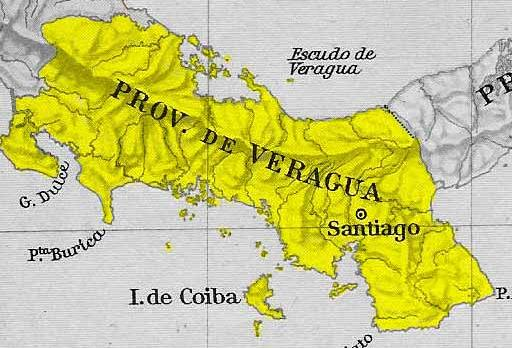
Provincia di Veragua nel 1810

L'ammiraglio riportava ancora il nome Veragua riferendosi al re Quibian: "L'oro che il Quibian di Veragua e gli altri della regione possiedono, anche se secondo le testimonianze è molto, non mi è sembrato né di gran qualità né di pregio tale da spingerci al furto in nome delle Vostre Altezze: il buon comportamento eviterà di nuocere all'ordine pubblico e non darà luogo a cattiva reputazione, permettendo inoltre di requisire a suo tempo solo quello ritenuto di buon livello di modo che sia prelevato tutto".
La Storia dell'Ammiraglio fu scritta da Fernando Colombo, figlio di Cristoforo, tra gli anni 1537 e 1539: si basava sulle fonti di suo padre e di altri protagonisti degli eventi. In esso si descrive il passaggio dell'ammiraglio attraverso la regione di Veraguas: "Da lì andò a est e arrivò a Cobrava, le cui città si trovano vicino ai fiumi di quella costa; poiché nessuno andava alla spiaggia, e il vento era molto buono si recò in cinque città attirando molta gente: uno degli insediamenti era Veragua, dove gli indiani dicevano di prendere l'oro per farne degli specchi".
La verità è che la parola Veragua iniziò ad apparire nella documentazione spagnola dal 1504, per poi essere adottata ufficialmente quando la giurisdizione di Madrid operò nella regione, ovvero dal 9 giugno 1508. Soffermandosi sulla prima indicazione, questa venne indicata al singolare, Veragua, con cui successivamente si finì per designare in modo più ampio il Governatorato di Veragua, il Ducato di Veragua, il Veragua Reale e la Provincia di Veragua. Non passò molto tempo prima che la forma plurale Veraguas iniziasse a soppiantare la vecchia.

## Storia

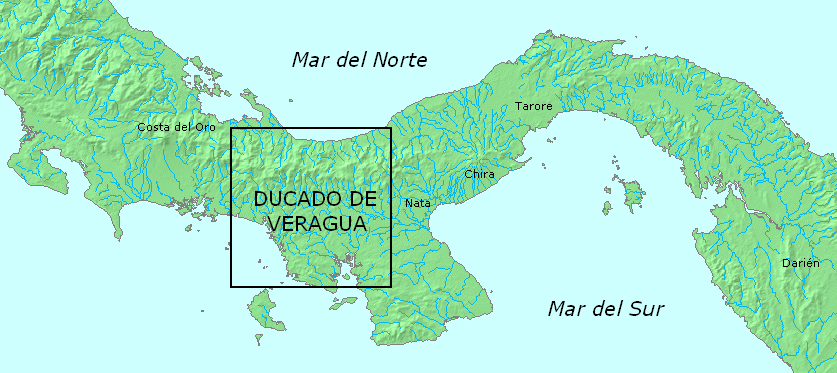
Posizione del Ducato di Veragua in epoca coloniale

La provincia di Veraguas, chiamata anche Governatorato di Veragua in epoca imperiale, fu creata come entità amministrativa e territoriale all'interno del Vicereame della Nuova Spagna, ma la sua giurisdizione fu successivamente trasferita al Vicereame del Perù. Istituita nel 1560 nei territori dell'antico ducato omonimo, il suo primo governatore fu Francisco Vázquez.
Le prime città fondate nel territorio di Veraguas risultarono Santa Cruz (poi chiamata La Villa de Los Santos), sulle rive del fiume Cubita, Santa Elena (oggi Santo Domingo de Parita), nelle vicinanze del fiume Parita e Santiago de Olá, a circa due leghe dalla città di Natá. L'idea alla base di queste fondazioni, avvenute tutte tra il 1550 e il 1570, era quella di indurre gli indigeni a vivere riuniti nelle città, compito di cui fu incaricato il frate domenicano Pedro de Santa María.

Posizione della provincia di Veraguas nel Vicereame della Nuova Granada intorno al 1810

Gli abitanti di Santiago de Olá proposero a Luis Colón di conquistare e ripopolare il Ducato di Veragua per incorporarlo nella provincia di Tierra Firme, la quale dopo un accordo di arbitrato con la corona spagnola, fu incorporata in quest'ultima nel 1557. Fu allora che il governatore Juan Ruiz de Monjaraz affidò al capitano Francisco Vázquez il compito di sottomettere e insediarsi sul territorio, compreso il ducato: sulla sua rotta verso sud, questi fondò le città di Santa Fe e Concepción. La rivalità tra Monjaraz e Vásquez per il possesso di queste terre si manifestò nella battaglia sulle rive del fiume Gatú, dove il primo finì imprigionato; questa situazione spinse gli indigeni ad abbandonare le città già stabilite poiché alcune di esse subirono incendi e diversi trambusti, tanto da portare il lavoro delle miniere ad arrestarsi. Dopo essere stati accusati davanti alle autorità di Lima, fu inviato un ministro della corte reale affinché potesse mettere ordine nella regione. Questi congedò Monjaraz e incaricò Rafael de Figuerola di conquistare e colonizzare Veraguas a causa della prematura morte di Francisco Vásquez.
Il territorio del ducato, ampliatosi parzialmente a ovest e a sud, in seguito passò sotto il controllo della Reale Udienza di Panama, fondata nel 1563 nel Vicereame del Perù, la cui giurisdizione andava dal porto di Buenaventura al golfo di Fonseca in Nicaragua. La provincia fu colpita per tutto il XVII secolo dalle incursioni dei pirati che ne devastarono le coste e saccheggiarono le città: si possono annoverare Moïse Vauquelin e Henry Morgan, i quali cercarono di assaltare Portobelo, mentre Francis Townley si spinse verso Alanje e Villa de Los Santos.
Il 20 agosto del 1739, a Vicereame della Nuova Granada ristabilito con un decreto regio, i territori della Nuova Granada, del Venezuela, di Quito e di Panama finirono per farci parte. La ripartizione della giurisdizione giudiziaria non mutò e a livello amministrativo il governatore della provincia di Panama conservò la supremazia sui porti di Portobelo, Veraguas e Darién. L'Audiencia rimase subordinata al vicereame e mantenne i suoi privilegi a livello locale oltre che lo stesso apparato burocratico, essendo il suo presidente il governatore e al tempo stesso capitano generale dell'intero territorio. Nel 1751 la corte reale di Panama fu appressa per le sciagurate spese effettuate e per porre fine al quasi permanente stato di fermento della regione. Nell'istmo si optò per la nomina di un governo puramente militare guidato da Manuel Montiano, posto a capo del comando generale della Tierra Firme che comprendeva i territori situati tra il fiume Atrato e il confine della Capitaneria generale del Guatemala, ossia le province di Panama, Darien, Veraguas e Portobelo. Tale comando dipendeva dal viceré della Nuova Granada e, in caso di contenziosi giudiziari, dall'Audiencia che operava a Santafé.
Durante le guerre d'indipendenza ispanoamericane, Veraguas rimase inizialmente fedele alla corona spagnola, per la quale rifiutò l'unione con le Province Unite della Nuova Granada e impiegò Panama come stazione per le truppe e per rifornimenti bellici al fine di combattere i rivoluzionari attivi a Quito e sulla costa atlantica della Nuova Granada, oltre che aiutare la fedele piazza di Santa Marta. Tuttavia, intorno al 1815 la situazione cambiò e i patrioti iniziarono a guadagnare terreno sotto il comando di José de Fábrega, tanto che la provincia si dichiarò indipendente nel 1821 e fu dichiarata annessa alla Grande Colombia dal generale Simón Bolívar.

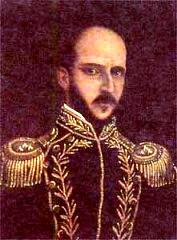
Tomás Herrera

L'incorporazione quasi immediata del territorio panamense alla Grande Colombia avvenne tramite un decreto emesso dal Congresso il 9 febbraio 1822, per mezzo del quale vide la luce il Dipartimento dell'Istmo sulla base della vecchia Capitaneria generale di Panama. A Fábrega toccò il ruolo di governatore della provincia di Veraguas, carica che ricoprì fino alla soppressione della Grande Colombia. Il panorama politico di questo paese sembrava oscuro, perché nel 1827 il generale José Antonio Páez si ribellò in Venezuela al fine di ottenere la secessione di quel territorio e nel 1829 il generale Juan José Flórez fece lo stesso in Ecuador, evento che portò allo scioglimento di questo paese. Dopo questo fatto, anche l'istmo si proclamò indipendente e istituì un esecutivo prima guidato da José Domingo Espinar e poi da Juan Eligio Alzuru, autore del discorso di secessione il 9 luglio 1831. Per placare i tumulti e ripristinare l'ordine nell'istmo, il governo della Nuova Granada affidò al generale Tomás Herrera il compito di affrontare Alzuru e reincorporare le province sotto il suo mandato alla Repubblica, conferendogli il grado di "Comandante generale dell'istmo". Una volta vittorioso Herrera, gli fu affidata l'organizzazione di detto territorio.
La provincia di Veraguas faceva allora parte della Repubblica della Nuova Granada, come quella di Panama, entrambe divise in cantoni (cantones) e questi a loro volta in distretti parrocchiali (distritos parroquiales). Veraguas contava al tempo solo 2 cantoni: Santiago e Alanje, a capo delle quali fu nominato José de Fábrega. Verso il 1840, dopo che una guerra civile scoppiò nella parte centrale della Nuova Granada, il governatore Carlos de Icaza di Panama decise di assumere il controllo della regione e dichiarare l'indipendenza come Stato libero dell'istmo. Carlos Fábre, governatore di Veraguas, rifiutò di sostenere il movimento, ma dopo essere arrivato Tomás Herrera con truppe a Santiago, si allineò a de Icaza. Tuttavia, lo Stato libero non durò più di tredici mesi, dal momento che un accordo sottoscritto in data 31 dicembre 1841 reincorporò l'istmo di Nuova Granada.

Ubicazione della provincia di Veraguas nella Repubblica di Nuova Granada intorno al 1855

Prima del 1849 Veraguas aveva sempre compreso l'intero settore occidentale di quella che oggi è la Repubblica di Panama. Tuttavia, quell'anno il cantone di Alanje fu soppresso per formare con esso la provincia di Chiriquí, e nel 1850 con la parte meridionale la provincia di Azuero, composta dai cantoni di Parita, Los Santos e il distretto di Santa María. Tuttavia, per quest'ultima non fu mai chiarito a sufficienza il territorio che avrebbe compreso, ragion per cui fu eliminata dal Congresso nel 1855 e la maggior parte di essa aggiunta a Veraguas. Il 27 febbraio dello stesso anno fu creato lo Stato federale di Panama, il quale aveva il diritto di emanare disposizioni regolamentari in tutte le questioni amministrative, ad eccezione di quelle riferite alla marina, all'esercito nazionale, alle relazioni estere, agli affitti, ai crediti e alle spese pubbliche su cui la Nazione legiferava, e che comprendeva territorialmente le province di Azuero, Chiriquí, Panama e Veraguas, rimpiazzate alla fine dello stesso anno dai dipartimenti di Coclé, Colón, Chiriquí, Fábrega, Herrera, Los Santos e Panama; il primo presidente dello Stato fu Justo Arosemena. Nel 1864 lo Stato risultava diviso in sei dipartimenti: Coclé, Colón, Chiriquí, Los Santos, Panama e Veraguas con i seguenti comuni: Penonomé, Colón, David, Los Santos, Panama e San Francisco de la Montaña.
Con l'affermarsi del movimento politico della Rigenerazione guidato dal presidente Rafael Núñez nel 1885 e della conseguente guerra civile, finalizzata a rendere lo Stato federale più centralizzato, nell'istmo si vissero momenti di tensione mentre varie fazioni dei partiti liberali e conservatori cercavano di prendere potere, tra cui anche alcuni movimenti secessionisti che proclamavano la Repubblica di Panama. Tuttavia, i rivoluzionari cedettero nel 1886 e tempo dopo dichiararono la costituzione del 1863 priva di fondamento oltre a chiedere un'Assemblea generale che potesse realizzare una legge suprema quello stesso anno. Con essa, il paese passò dall'essere chiamato Stati Uniti di Colombia a Repubblica di Colombia: i primi vennero trasformati in dipartimenti, uno dei quali quello di Panama.
Nello stesso periodo fu iniziata la costruzione del canale di Panama, ma presto si verificò il fallimento della società di Fernando de Lesseps e le risorse finanziarie del governo colombiano per proseguire il progetto cominciarono a scarseggiare. Alla fine del XIX secolo, ebbe luogo la sanguinosa guerra dei mille giorni: tra le conseguenze della stessa, si annovera il distacco di Panama dalla Colombia il 3 novembre 1903.

## Geografia

### Fisica

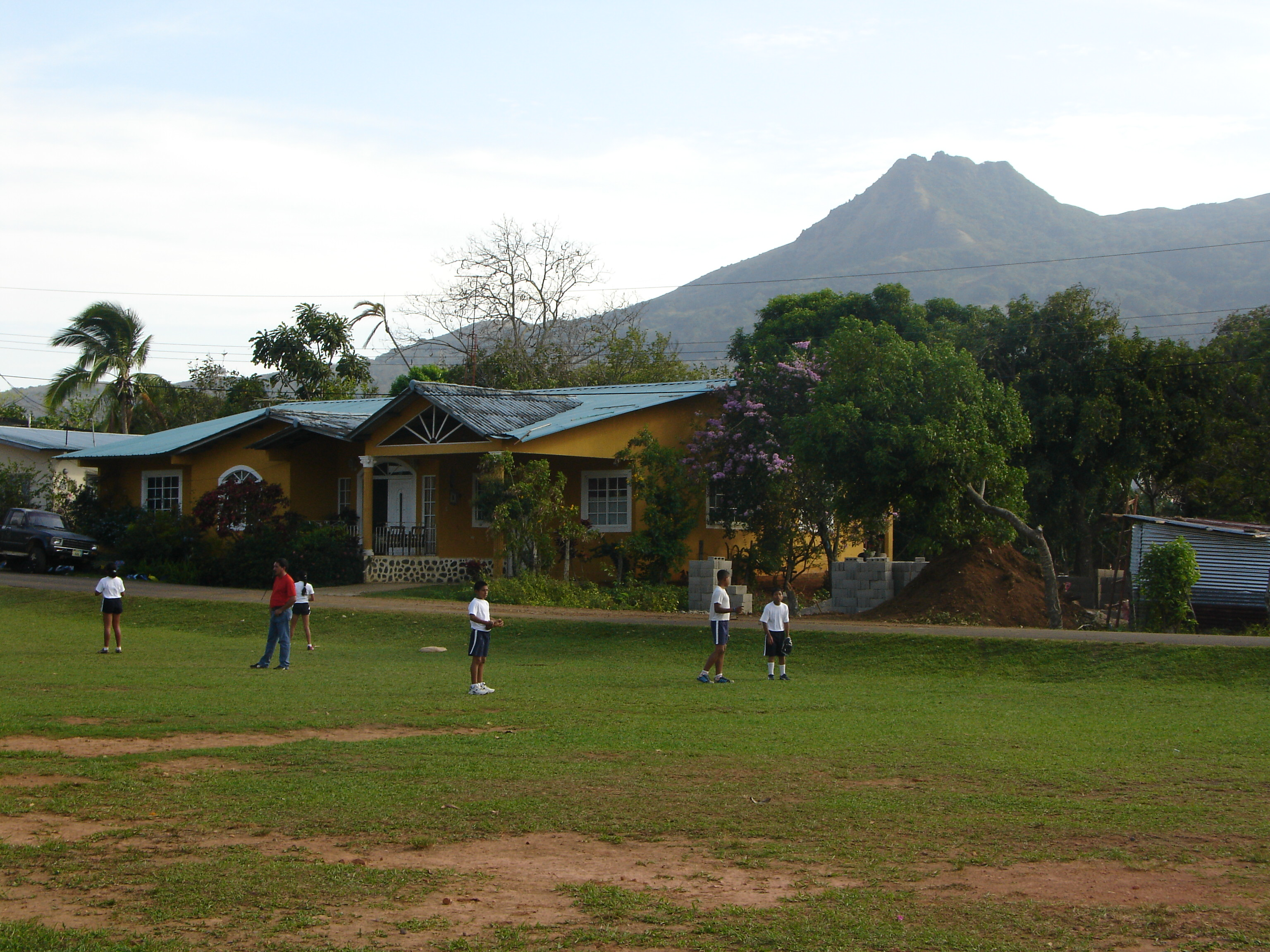
Il monte "El Tute"

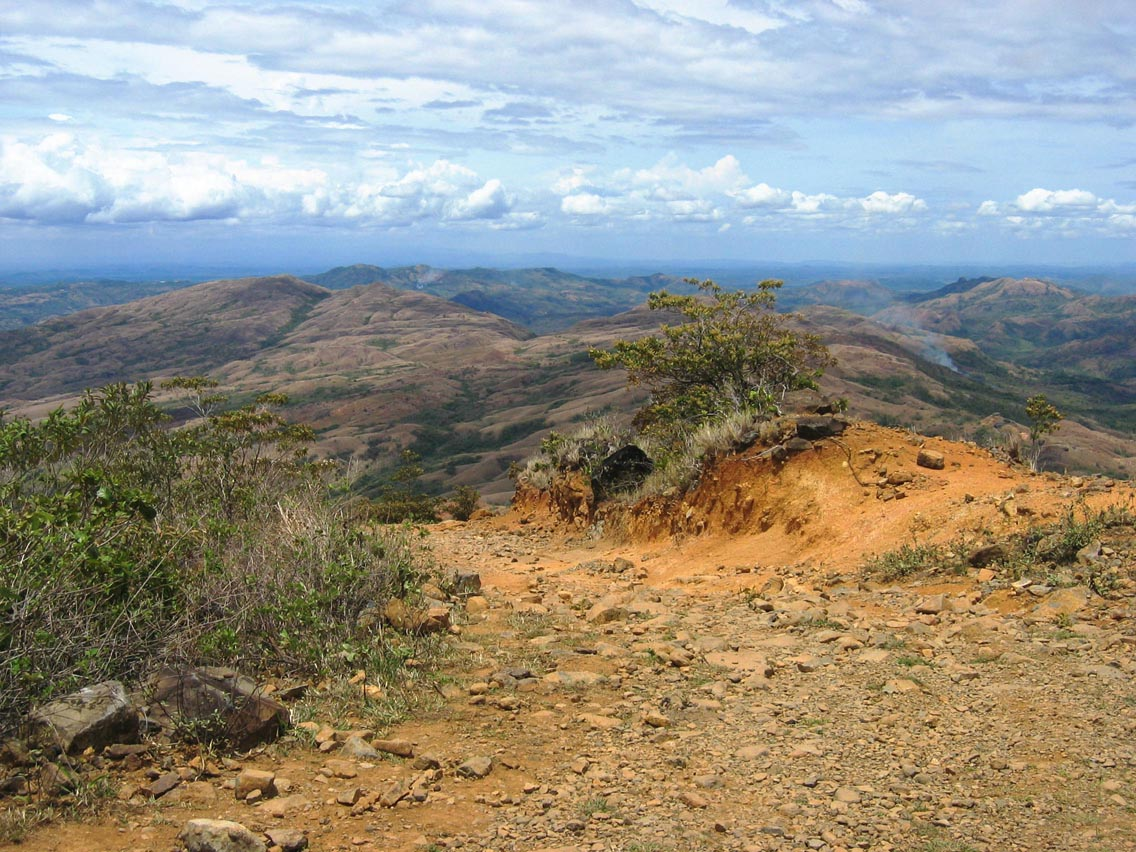
Colline a sud di Santa Fe, uno dei principali centri della provincia

La provincia di Veraguas ha una forma allungata e copre una stretta striscia tra il golfo de los Mosquitos a nord e il golfo di Montijo sulla penisola di Azuero a sud.
La provincia di Veraguas si caratterizza per essere l'unica nella Repubblica ad annoverare coste che si affacciano sul mar dei Caraibi e sull'oceano Pacifico, con circa 60 km di coste lungo il primo e più di 350 sul secondo, senza contare il gran numero di isole che ne fanno parte, tra cui le più estese del paese, Coiba e Cébaco. Oltre a queste, le isole sono più vaste per superficie risultano quella di Leones, Gobernadora e Jicarón, tutte situate a sud.

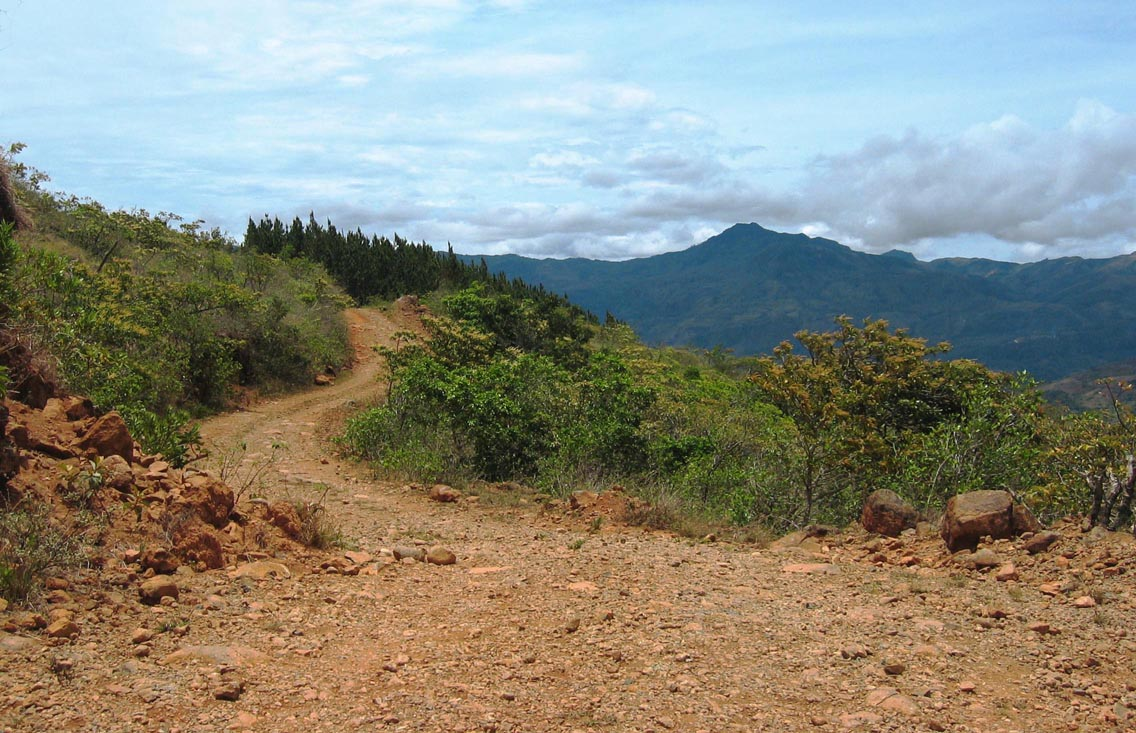
Panorama nei pressi della città di Santa Fe

La catena montuosa del Tabasará, considerata parte della cordigliera di Talamanca, attraversa la provincia nella sua zona settentrionale, quasi in linea parallela con la costa caraibica. L'altezza massima si raggiunge su una punta senza nome che si erge a 1.964 m s.l.m., anche altre cime importanti si trovano presso la collina Negro (1.518 m) e Chicú (1764 m), al confine con la provincia di Coclé. A sud, la penisola di Azuero, le alture più importanti sono le colline Hoya (1559 m slm), Güera (1068) e Caracañado (997).
Veraguas annovera un'exclave (parte del villaggio di El Prado nel distretto di Las Palmas) che è separata dal resto della provincia dalla comarca di Ngäbe-Buglé (distretto di Müna). A sua volta, all'interno di Veraguas vi sono due enclavi della comarca di Ngäbe, una nel distretto di Las Palmas e un'altra nel distretto di Cañazas (entrambe le enclavi fanno capo al distretto di Ñürüm).

### Idrografia

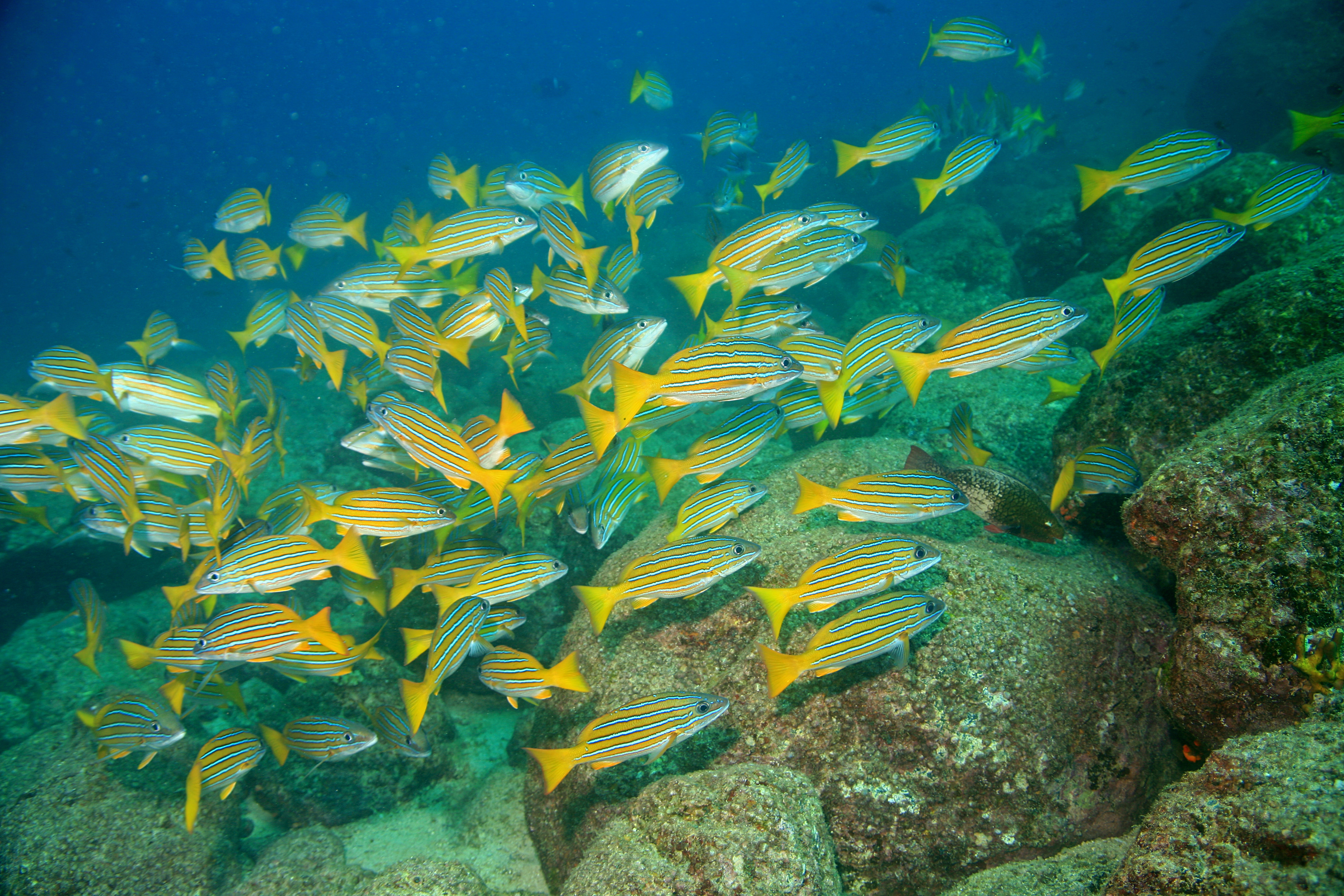
Banco di pesci nel parco nazionale di Coiba

La provincia di Veraguas è bagnata da molti fiumi, che coprono un totale di sei bacini idrografici: il bacino tra il fiume Calovébora e il fiume Veraguas, del fiume Veraguas, quello tra il fiume Tabasará e il fiume San Pablo, del fiume San Pablo, del Calovébora, del fiume San Pedro e del fiume Santa María. A loro volta, questi sono tutti raggruppabili in due macro-categorie, ovvero i corsi d'acqua che sfociano nel mar dei Caraibi e quelli che terminano nell'oceano Pacifico. I fiumi Calovébora, Concepción, Guázaro, Belén e Veraguas sfociano nei Caraibi, che scendono dalla catena montuosa del Tabasará. I fiumi Santa María, San Pablo, San Pedro, Tabasará, Quebro, Ponuga, Suay, Mariato, Pavo, Varadero, Playita, Cobre e Caté cessano nel Pacifico.
Il lago più grande è quello di La Yeguada (vicino all'omonimo vulcano), in cui confluiscono il San Juan e altri corsi d'acqua. L'acqua di questo specchio d'acqua viene utilizzata per la produzione di energia elettrica richiesta dalle province centrali per mezzo della centrale idroelettrica di La Yeguada.

### Aree protette

Parchi nazionali di Panama

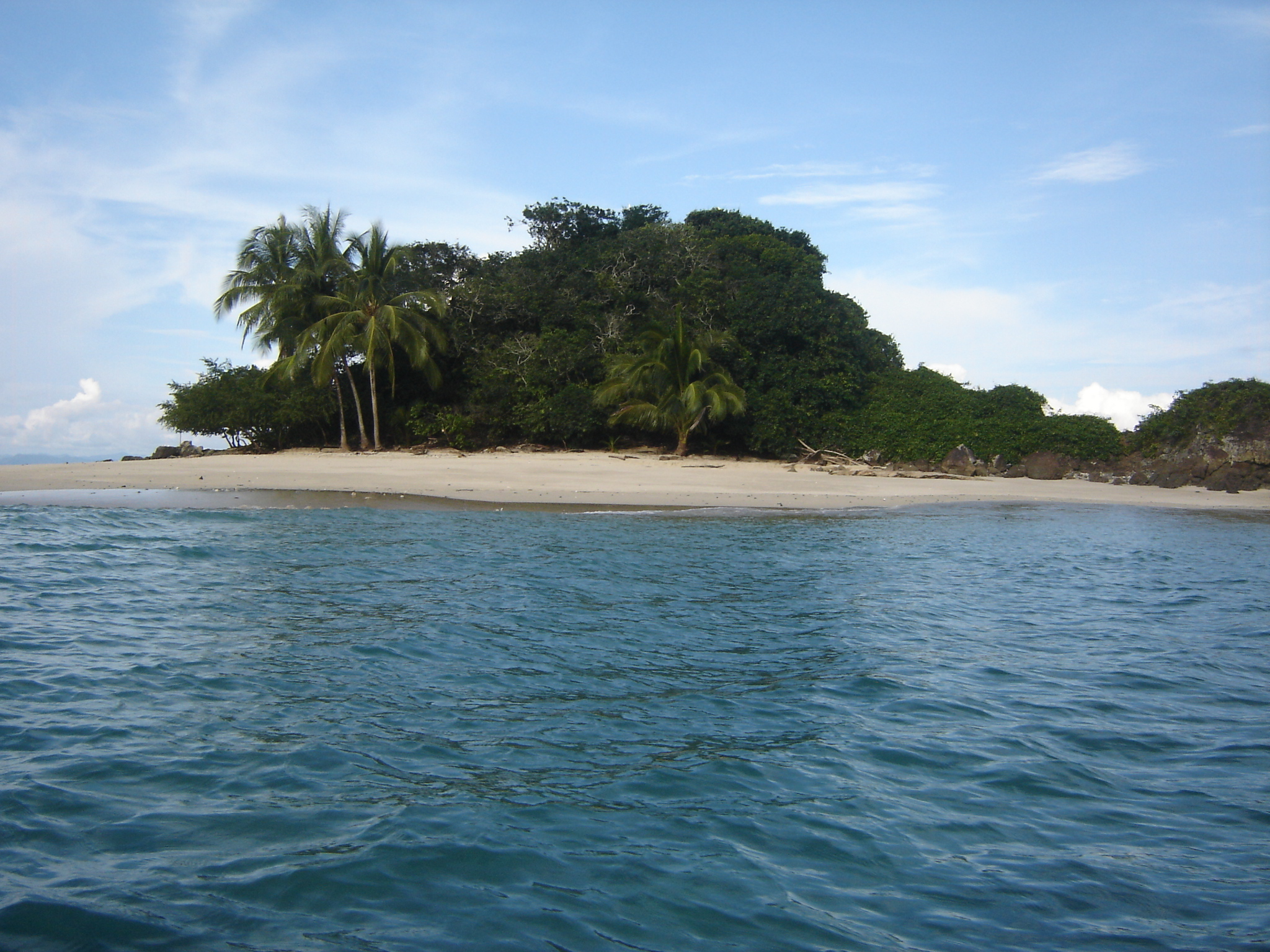
Isola Granito de Oro, Parco nazionale di Coiba

Veraguas vanta otto aree protette, ovvero:
- Parco nazionale di Santa Fe;
- Parco nazionale di Coiba;
- Parco Nazionale Cerro Hoya (condiviso con la provincia di Los Santos);
- Aree umide di importanza mondiale Golfo de Montijo;
- Riserva forestale di La Yeguada;
- Riserva forestale dell'Alto Guarumo;
- Area municipale protetta di Los Pozos Termales de El Potrero;
- Area protetta municipale di El Salto de Las Palmas.

### Clima
Il clima di Veraguas è tropicale umido nelle pianure, così come vicino a entrambe le coste, e temperato e molto umido, nella zona degli altopiani. La temperatura media più bassa è di circa 25 °C (nei pressi delle alture), mentre la temperatura media più alta è di circa 27 °C (zone costiere).
Le precipitazioni annuali vanno da poco più di 1.500 a più di 5.000 mm, poiché il territorio si trova principalmente all'interno del clima tropicale umido. I valori più alti si riscontrano a nord e ad ovest del versante caraibico e al confine con la provincia di Chiriquí, vicino alla foce del fiume Tabasará; i più bassi nei pressi della demarcazione con le province di Coclé e Herrera.

### Vegetazione
Il tipo di vegetazione dipende dall'altezza e dalla posizione del territorio rispetto all'equatore. Tenendo conto di questi si rintracciano foreste umide sulle coste caraibiche e del Pacifico, che occupano la maggior parte delle pianure della provincia; foreste montane nella Cordigliera Centrale, nei dintorni del massiccio di Cerro Hoya e nella penisola di Las Palmas; le foreste secche nelle aree situate tra la zona umida premontana e quella secca tropicale.

## Suddisioni amministrative
La provincia di Veraguas è divisa in dodici distretti e 105 corregimientos.
| Distretti                  | Corregimientos (Suddivisioni) | Cabecera (Capoluogo) |
| -------------------------- | --- | -------------------- |
| Distretto di Atalaya       | Atalaya, El Barrito, La Montañuela, San Antonio, La Carrillo | Atalaya              |
| Distretto di Calobre       | Calobre, Barnizal, Chitra, El Cocla, El Potrero, La Laguna, La Raya de Calobre, La Tetilla, La Yeguada, Las Guías, Monjarás, San José                                                                | Calobre              |
| Distretto di Cañazas       | Cañazas, Cerro de Plata, Los Valles, San Marcelo, El Picador, San José, El Aromillo, Las Cruces | Cañazas              |
| Distretto di La Mesa       | La Mesa, Bisvalles, Boró, Llano Grande, San Bartolo, Los Milagros | La Mesa              |
| Distretto di Las Palmas    | Las Palmas, Cerro de Casa, Corozal, El María, El Prado, El Rincón, Lolá, Pixvae, Puerto Vidal, Zapotillo, San Martín de Porres, Viguí                                                                | Las Palmas           |
| Distretto di Mariato       | Mariato, Arenas, El Cacao, Quebro, Tebario | Mariato              |
| Distretto di Montijo       | Montijo, Gobernadora, La Garceana, Leones, Pilón, Cébaco, Costa Hermosa, Unión del Norte | Montijo              |
| Distretto di Río de Jesús  | Río de Jesús, Las Huacas, Los Castillos, Utira, Catorce de Noviembre | Río de Jesús         |
| Distretto di San Francisco | San Francisco, Corral Falso, Los Hatillos, Remance, San Juan, San José | San Francisco        |
| Distretto di Santa Fé      | Santa Fé, Calovébora, El Alto, El Cuay, El Pantano, Gatucito, Río Luis, Rubén Cantú | Santa Fé             |
| Distretto di Santiago      | Santiago de Veraguas, La Colorada, La Peña, La Raya de Santa María, Ponuga, San Pedro del Espino, Canto del Llano, Los Algarrobos, Carlos Santana Ávila, Edwin Fábrega, San Martín de Porres, Urracá | Santiago de Veraguas |
| Distretto di Soná          | Soná, Bahía Honda, Calidonia, Cativé, El Marañón, Guarumal, La Soledad, Quebrada de Oro, Río Grande, Rodeo Viejo                                                                                     | Soná                 |

## Economia

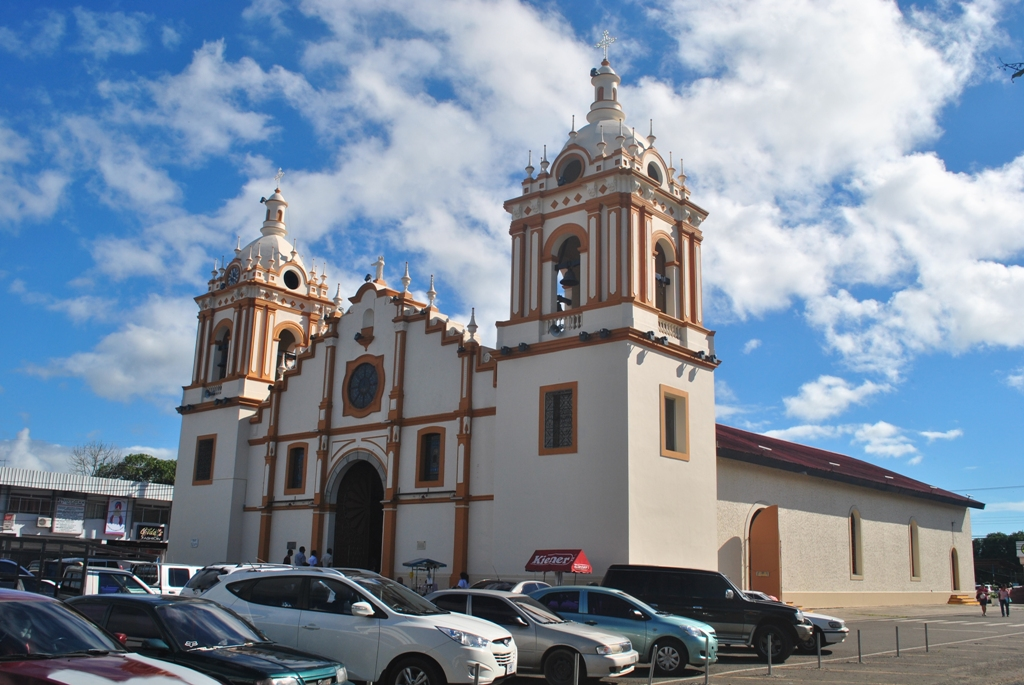
Cattedrale di Santiago de Veraguas

Il capoluogo Santiago, oltre che centro più popoloso della provincia, è uno dei maggiori centri bancari del paese oltre che commerciali.
L'agricoltura occupa un ruolo precipuo nella zona: quando il terreno viene affittato, l'agricoltore di turno paga l'utilizzo della stessa in contanti e, in parte, in natura. Le coltivazioni principali riguardano la canna da zucchero, le banane sia gialle che verdi, il mais, le arance e il riso. Considerando il numero elevato di abitanti impegnati nel settore primario, sono rintracciabili nelle zone interne della provincia ampie pianure utilizzate per l'allevamento di bovini e suini. Anche l'allevamento di pollame si è sviluppato con grande facilità e fa parte della produzione della provincia, con intere famiglie dedite all'allevamento di polli, di tacchini o di anatre.

## Sport

### Squadre di calcio della provincia di Veraguas
| Squadra                                | Lega                         | Stadio                                                  | Fondazione | Palmares |
| -------------------------------------- | ---------------------------- | ------------------------------------------------------- | ---------- | --- |
| Sociedad Deportiva Atlético Veragüense | Lega Provinciale di Veraguas | Aristocles "Toco" Castillo (Santiago) / San José (Soná) | 2003       | - Finalista nella Super Final Liga Nacional de Ascenso: 2015-2016. - Campione nella Liga Nacional de Ascenso 2001 e Clausura 2016. - Finalista nella Liga Panameña de Fútbol: Clausura 2005. - Campione nella Copa Rommel Fernández: 1997. |
| Veraguas Club Deportivo                | Liga de Ascenso              | Complejo Deportivo de Atalaya                           | 2019       | - Campione nella Copa Rommel Fernández: 2010. - Campione nella Liga de Ascenso: Clausura 2011, Clausura 2014, Clausura 2015, Ascenso LPF Apertura 2018.                                                                                    |

## Cultura

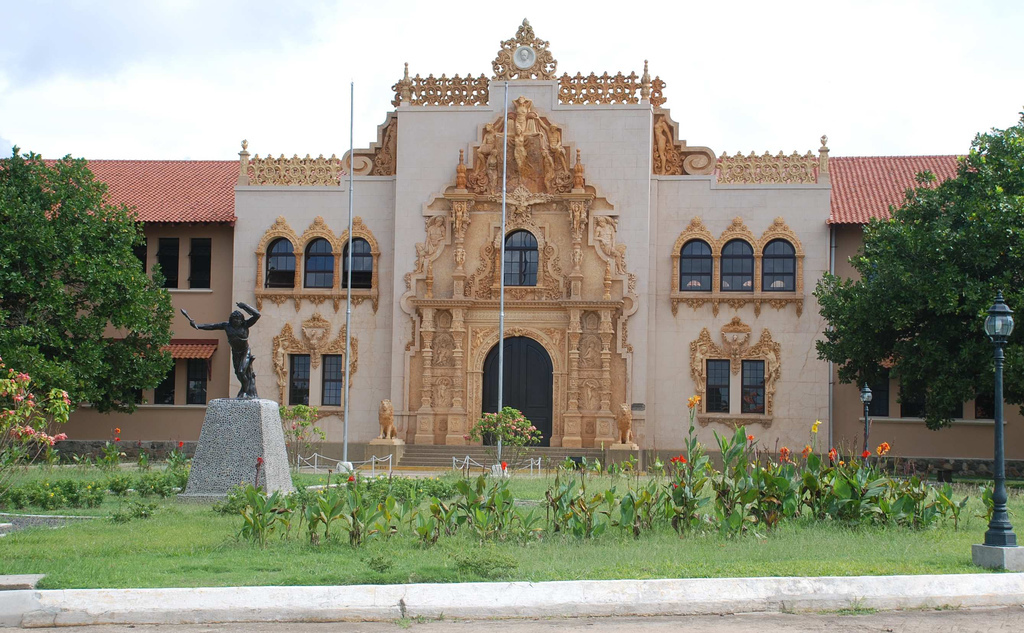
Istituto scolastico in stile barocco spagnolo

La provincia locale è ben conosciuta per via della fama che circonda la Escuela Normal Superior Juan Demosthenes Arosemena, fondamentale nella preparazione degli insegnanti in tutta Panama. Inoltre, sono alla provincia dedicati vari testi delle letteratura panamense per via del fascino suscitato dal fatto che è l'unica provincia con coste su entrambi gli oceani.